# Паломарес-дель-Кампо
Паломарес-дель-Кампо (ісп. Palomares del Campo) — муніципалітет в Іспанії, у складі автономної спільноти Кастилія-Ла-Манча, у провінції Куенка. Населення — 789 осіб (2010).
Муніципалітет розташований на відстані близько 110 км на південний схід від Мадрида, 41 км на захід від Куенки.

## Демографія
Динаміка населення (INE ):